# دربار شمالی
دربار شمالی، مدعی آشیکاگا، مدعی شمالی (به ژاپنی: 北朝, hokuchō) شش مدعی تاج‌وتخت در دوره نانبوکوچو از سال ۱۳۳۶ تا سال ۱۳۹۲ در ژاپن بودند. خانه سلطنتی فعلی ژاپن دودمان یاماتو از نسل امپراتورهای دربار شمالی است.